# De Variant Breda
De Variant Breda was een Nederlandse schaakvereniging uit Breda. De vereniging kon door de vele sponsoring sterke schakers opstellen zoals Ivan Sokolov, Jan Timman en Erik van den Doel. De Variant had (na een bepaalde periode) geen clubavonden meer, zij speelden enkel externe competitie. Drijvende kracht achter de vereniging was zakenman en teamleider Henk Verstappen.

## Succesjaren
Tussen 1994 en 2006 werd De Variant twaalf keer landskampioen van Nederland. Weliswaar enige malen onder verscheidene sponsornamen zoals Panfox, ZZICT, U-Boat Workx en Ordina.  De club won ook als enige Nederlandse club de European Club Cup in 1998.

## Terugtrekking
Tot het seizoen 2005-06 werd er na de competitie play-offs gespeeld. De Variant Breda was een groot voorstander van deze competitieopzet. Toen de Koninklijke Nederlandse Schaakbond in 2006 besloot dat de winnaar van de regulier competitie reeds landskampioen zou zijn, heeft het bestuur van De Variant besloten zich terug te trekken uit de Meesterklasse. De vereniging werd daarna ook opgeheven.

## Spelers
- Michael Adams
- Levon Aronian
- Jevgeni Barejev
- Oleksandr Beljavsky
- Albert Blees
- Frans Cuijpers
- Erik van den Doel
- Joël Lautier
- Sergej Movsesian
- Michail Goerevitsj
- Sebastian Siebrecht
- Ivan Sokolov
- Jan Timman
- Rafael Vaganian
- John van der Wiel
- Loek van Wely
- Ian Rogers
- Julian Hodgson